# Distrito de Chilca (Huancayo)

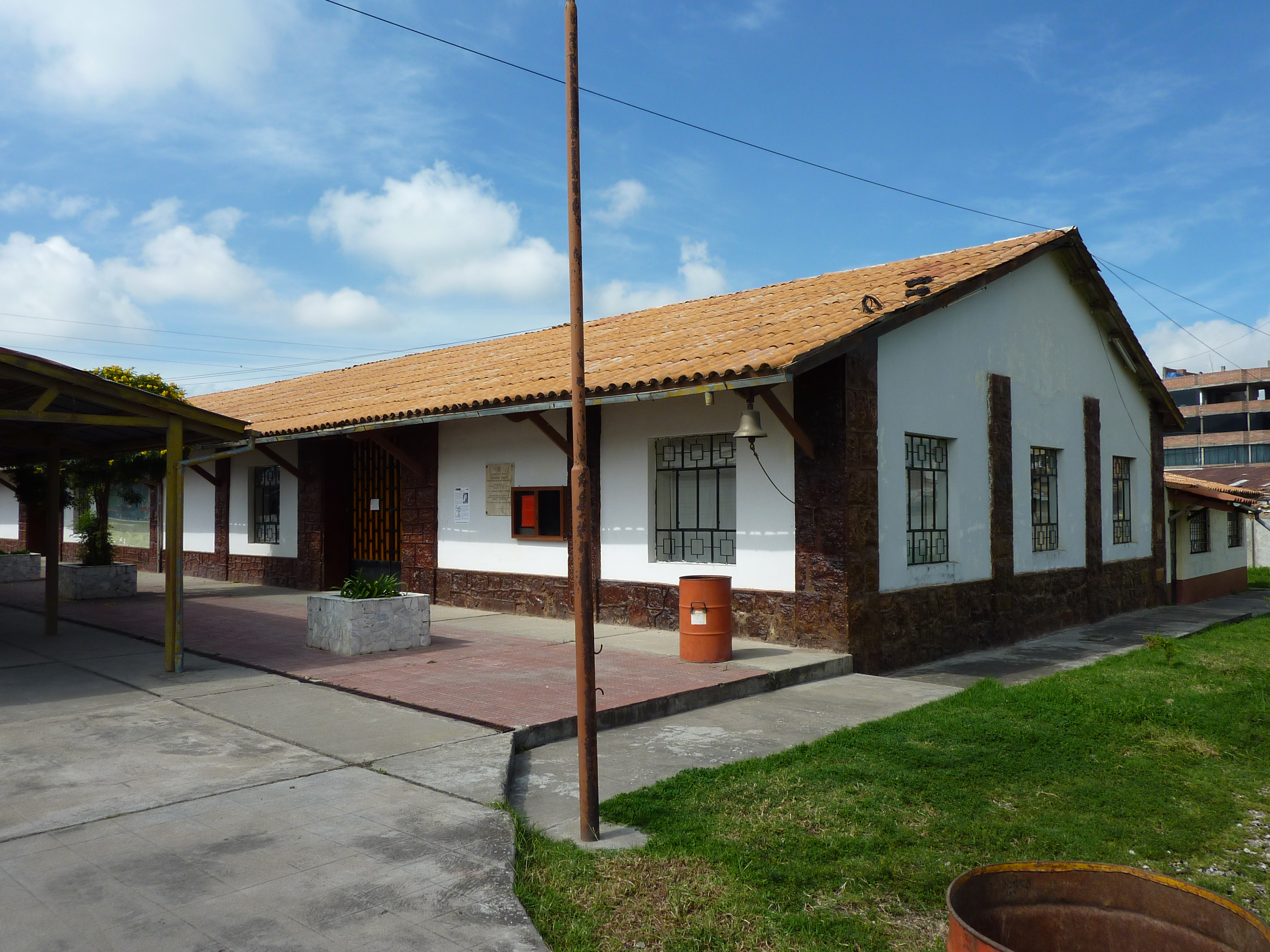
Estación de tren en Chilca

El Distrito de Chilca es uno de los veintiocho que conforman la Provincia de Huancayo, ubicada en el Departamento de Junín, bajo la administración del Gobierno Regional de Junín, Perú. Limita por el norte con el Distrito de Huancayo; por el este con el Distrito de Sapallanga; por el sur con el Distrito de Huancán; y, por el oeste con la Provincia de Chupaca.
Desde el punto de vista jerárquico de la Iglesia católica forma parte de la Arquidiócesis de Huancayo.

## Historia
Fue creado por Ley N.º 12829 del 2 de mayo de 1957, en el segundo gobierno del Presidente Manuel Prado Ugarteche.

## Geografía
Forma parte del conurbano de la ciudad de Huancayo separado del distrito de Huancayo por el río Chilca. Tiene una extensión de 8,3 kilómetros cuadrados y una población aproximada de 92 000 habitantes. La mayor parte de su extensión está ocupada por chacras y campos destinados a la agricultura. Las actividades comerciales se caracterizan por las actividades minoristas y la celebración de ferias agrícolas y ganaderas.
En este distrito se acoge el Cuartel 9 de diciembre del Ejército del Perú, cabecera de la Región Militar correspondiente así como el local del ministerio de transportes y comunicaciones.

## Autoridades

### Municipales
- 2023 - 2026
  - Alcalde: César Augusto Damas Laurente, del Movimiento Regional Sierra y Selva Contigo Junín.

### Policiales
- Comisaría
  - Comisario: Cmdte. PNP .

## Educación
- IE Túpac Amaru

- IE Fe y Alegría N° 66
- I.E.P. "La Cantuta" - Jr 28 de julio N° 1234

## Festividades
- Mayo: Señor de Chilca
- 2 de Mayo: Aniversario del distrito